# 3ª Brigata motorizzata "Dacia"
La 3ª Brigata motorizzata "Dacia" (in romeno Brigada 3 Infanterie Motorizată „Dacia”) è un'unità di fanteria motorizzata delle forze terrestri della Moldavia di stanza a Cahul.

## Storia
L'unità è stata creata il 24 febbraio 1992. Le prime esercitazioni tattiche furono effettuate nel giugno 1993. Nel settembre dello stesso anno, all'unità fu consegnata la bandiera di battaglia, venendole conferita il nome "Dacia", che trae ispirazione dall'omonima regione storica.
Nel 2015 un plotone della brigata ha partecipato a un'esercitazione militare con il 151° Battaglione dell'esercito rumeno.
Nel maggio 2016, le tre brigate di fanteria, insieme al Battaglione genio "Codru" e al 22° Battaglione di pace, hanno preso parte all'esercitazione militare "Dragoon Pioneer" con oltre 150 soldati del 2ºReggimento di cavalleria dell'USAREUR.
Nel 2018, l'unità è stata decorata con l'Ordine della fedeltà alla patria di I classe.

## Comandanti
- Sergiu Cirimpei (2017 - 2019)[5]
- Colonnello Valeriu Rusu (2024 - in carica).[6][7]